# S.W.A.T. - Sotto assedio
S.W.A.T. - Sotto assedio (S.W.A.T.: Under Siege) è un film del 2017 diretto da Tony Giglio. 
È il seguito, con un diverso cast di personaggi, di S.W.A.T. - Squadra speciale anticrimine (2003) e S.W.A.T. - Squadra speciale anticrimine 2 (2011).

## Trama
La SWAT e la DEA di Seattle si accordano per un intervento che all'inizio pare semplice per la cattura di Scorpion, un noto criminale che ha un tatuaggio sulle spalle. L'agente speciale che lo ha catturato, Travis Hall, porta alla centrale della SWAT un assalto per la liberazione del prigioniero. 
In seguito si scoprirà che Scorpion è una figura che fa da intermediario tra l'intelligence e i criminali internazionali e l'agente Travis si propone di aiutarlo.